# فرودگاه فلاشینگ
فرودگاه فلاشینگ (به انگلیسی: Flushing Airport) یک فرودگاه Airport (Airfield) با کد یاتا FLU است . این فرودگاه در شهر نیویورک کشور ایالات متحده آمریکا قرار دارد و در ارتفاع ۲ متری از سطح دریا واقع شده است.